# 圣基里科-德贝索拉
圣基里科-德贝索拉（西班牙語：San Quirico de Besora），是西班牙加泰罗尼亚巴塞罗那省的一个市镇。总面积8平方公里，总人口2167人（2013年），人口密度268人/平方公里。